# روب بيلامي
روب بيلامي (بالإنجليزية: Rob Bellamy)‏ هو لاعب هوكي الجليد أمريكي، ولد في 30 مايو 1985 في ويستفيلد في الولايات المتحدة.

## وصلات خارجية
- روب بيلامي على موقع دوري الهوكي الوطني (الإنجليزية)
- روب بيلامي على موقع EliteProspects.com (الإنجليزية)
- روب بيلامي على موقع HockeyDB.com (الإنجليزية)